# Antineutrino
Antineutrino je antičástice neutrina. Stejně tak jako neutrina jsou i antineutrina neutrální částice.

## Objev
Antineutrina byla poprvé objevena roku 1956 v důsledku jejich interakce s protony ve velké nádrži, přičemž vzniká neutron a pozitron:
νe + p → n + e+
Za tímto objevem stojí tým amerických vědců v čele s Frederickem Reinesem a Clydem Lorrainem Cowanem.

## Vznik
Antineutrina vznikají při jaderném beta rozpadu, přičemž se neutron mění na proton. Mohou tedy vznikat například rozpadem velmi složitých jader uranu. Když se jádro uranu rozpadne na dvě menší části, je pro jejich stabilitu třeba méně neutronů, a tak se z nich některé neutrony uvolní. Postupem času se mnohé z nich rozpadnou na protony a uvolní se tím i antineutrina.

## Vlastnosti
Stejně tak jako neutrina patří i antineutrina mezi skupinu částic zvanou leptony. Jejich spin je ½, avšak dosud byl spatřen pouze jeden z dvou možných spinových stavů antineutrina, ač jde o velmi intenzivně zkoumané částice. Přítomnost antineutrin se velmi obtížně dokazuje kvůli tomu, že s ostatní hmotou na sebe navzájem působí pouze gravitačními silami a silami zvanými slabá interakce. Experimenty s neutriny dokazují, že antineutrina mají hmotnost, avšak díky pokusům s beta rozpadem víme, že tato hmotnost je pouze velice malá.
Jelikož neutrina a antineutrina jsou neutrální částice, je možné, že jde vlastně o ty samé částice. Částice s touto vlastností nazýváme Majorana částice. Pokud by tomu tak skutečně bylo, byl by možný bezneutrinový dvojitý beta rozpad, kdy dochází k přeměně dvou neutronů v jádře na protony a emitaci dvou elektronů a dvou antineutrin.
Nyní vědci po celém světě zkoumají možnost využití antineutrin v jaderných reaktorech v rámci prevence šíření jaderných zbraní.[zdroj⁠?!]